# Yoon Kyun-sang
Yoon Kyun-sang (Hangul: 윤균상), es un actor y modelo surcoreano.

## Biografía
Es buen amigo de los modelos y actores surcoreanos Lee Sung-kyung y Lee Jong-suk. También es amigo de los actores surcoreanos Byun Yo-han, Yoo Ah-in y de Park Shin-hye.

## Carrera
El 5 de enero de 2022, se anunció que se había unido a la agencia Management AM9. Después de que su contrato con la agencia Hooxi Creative finalizara. Previamente fue miembro de la agencia "Popeye Entertainment", hasta el 30 de octubre del 2019 después de que la agencia cerrara.
Ha aparecido en sesiones fotográficas para "Woman Sense", entre otros.
En el 2012 se unió al elenco recurrente de la serie Faith donde dio vida a Oh Deok-man.
En 2013 apareció en la película No Breathing donde formó parte del primer equipo de natación. 
En el 2014 se unió al elenco secundario de la serie Pinocchio donde interpretó a Ki Jae-myung, el hermano mayor de Ki Ha-myung (Lee Jong-suk). El actor Shin Jae-ha interpretó a Jae-myung de joven.
En 2015 se unió al elenco principal de la serie Six Flying Dragons donde interpretó a Moo-hyul. el mejor espadachín de Joseon. El actor Baek Seung-hwan interpretó a Moo Hyul de joven.
Ese mismo año se unió a la película You Call It Passion donde dio vida a Woo Ji-han, un aspirante a actor que es acusado falsamente de un escándalo de acoso sexual.
En 2016 se unió al elenco de la serie Doctor Crush donde interpretó al neurocirujano Jung Yoon-do. También apareció en el drama de belleza Etude House junto a Krystal.
Ese mismo año apareció por primera vez como invitado en el exitoso programa de televisión surcoreano Running Man (también conocida como "Leonning maen") donde formó parte del equipo "Queen Sung-kyung Team" junto a Lee Sung-kyung, Ha-ha, Kim Jong-kook, Lee Kwang-soo y Ji Suk-jin durante el episodio no. 304.
En el 2017 apareció como invitado en un episodio de la serie While You Were Sleeping.
Ese mismo año se unió al elenco principal de la serie Rebel: Thief Who Stole the People donde interpreta a Hong Gil-dong, un forajido coreano durante la dinastía Joseon. El actor Lee Ro-woon interpreta a Gil-dong de joven.
El 27 de noviembre del mismo año se unió al elenco principal de la serie Oh, the Mysterious donde interpretó a Oh Il-seung, un hombre que es acusado injustamente de un crimen que no cometió y que luego de salir de prisión se hace pasar por el oficial de policía Kim Jong-sam para atrapar a los verdaderos responsables, hasta el final de la serie el 30 de enero del 2018.
El 26 de noviembre del 2018 se unió al elenco principal de la serie Clean with Passion for Now donde dio vida a Jang Seon-kyul, el jefe de la empresa de limpieza que le tiene fobia a los gérmenes, hasta el final de la serie el 4 de febrero del 2019. Originalmente el papel de Seon-kyul sería interpretado por el actor Ahn Hyo-seop sin embargo por problemas de conflicto con la programación tuvo que retirarse de la serie.
El 17 de julio del 2019 se unió al elenco principal de la serie Class of Lies (también conocida como "Undercover Teacher") donde interpretó al egoísta abogado Gi Moo-hyuk, que para defender a su cliente el estudiante  Kim Han-soo, acusado de asesinato, va de encubierto como "Kim Han-soo", un profesor temporal a la escuela de élite para descubrir la verdad, hasta el final de la serie el 5 de septiembre del mismo año.
En julio de 2021 se anunció que se había unido al elenco principal de la serie The Mansion donde dará vida a Min-soo, un detective de crímenes violentos, quien es el único que cree en Ji-na y la ayuda a descubrir la verdad detrás de la desaparición de su hermana menor Ji-hyun. La serie se espera sea estrenada en el 2022.

## Filmografía

### Series de televisión
| Año     | Título                                    | Personaje                 | Notas                      | Ref.          |
| ------- | ----------------------------------------- | ------------------------- | -------------------------- | ------------- |
| 2012    | Faith                                     | Oh Deok-man               | 24 episodios               |               |
| 2014    | Gap-dong                                  | Joven Detective           |                            |               |
| 2014    | Pinocchio                                 | Ki Jae-myung              | 20 episodios               |               |
| 2015    | The Time We Were Not in Love              | Cha Seo-hoo               |                            |               |
| 2015    | Six Flying Dragons                        | Moo-hyul                  | 46 episodios               |               |
| 2016    | Etude House                               | -                         |                            |               |
| 2016    | Gogh, The Starry Night                    | Oficial de Policía        | Episodio 18                |               |
| 2016    | Doctor Crush                              | Dr. Jung Yoon-do          | 20 episodios               |               |
| 2017    | Rebel: Thief Who Stole the People Prelude | Hong Gil-dong             | 1 episodio                 |               |
| 2017    | Rebel: Thief Who Stole the People         | Hong Gil-dong             | 30 episodios               |               |
| 2017    | While You Were Sleeping                   | -                         | 16 episodios               |               |
| 2017-18 | Oh, the Mysterious                        | Kim Jong-sam/Oh Il-seung  | 40 episodios               |               |
| 2018-19 | Clean with Passion for Now                | Jang Seon-kyul            | 16 episodios               |               |
| 2019    | The Nokdu Flower                          | Soldado de Jinsan         | Aparición especial, ep. 13 | [ 25 ] [ 26 ] |
| 2019    | Class of Lies                             | Gi Moo-hyuk / Gi Kang-jae | 16 episodios               |               |
| 2022    | The Mansion                               | Det. Min-soo              |                            | [ 27 ]        |
| 2025    | Law and the City                          |                           | Aparición especial         | [ 28 ]        |

### Películas
| Año  | Título              | Personaje  | Notas                                                                                          |
| ---- | ------------------- | ---------- | ---------------------------------------------------------------------------------------------- |
| 2013 | Forbidden Games     | Hyun-joon  |                                                                                                |
| 2013 | No Breathing        | Nadador    | junto a Lee Jong-suk, Seo In-guk, Kwon Yuri, Nam Da-reum, Yoo Seung-yong y Kim Bo-min          |
| 2015 | You Call It Passion | Woo Ji-han | junto a Park Bo-young, Jung Jae-young, Bae Seong-woo, Jin Kyung, Ryu Deok-hwan y Lee Kyu-hyung |
| 2021 | Chiak Mountain      | -          | junto a Lee Tae-hwan y Kim Ye-won                                                              |

### Videos musicales
| Año  | Artistas                          | Canción      | Notas                        |
| ---- | --------------------------------- | ------------ | ---------------------------- |
| 2013 | What Women Want ft. Jung Yup      | "Curious"    | apareció en el video musical |
| 2014 | Uniqnote ft. Bobby Kim & Jung Yup | "Girlfriend" | apareció en el video musical |

### Programas de variedades
| Año     | Programa                                     | Notas                       |
| ------- | -------------------------------------------- | --------------------------- |
| 2016    | Running Man                                  | (ep. #304) - invitado       |
| 2016    | Three Meals a Day: Fishing Village 3         | 12 episodios - miembro      |
| 2017    | Three Meals a Day: Sea Ranch                 | 12 episodios - miembro      |
| 2017    | Thinking About My Bias (Thinking About Oppa) | episodio "Pilot" - invitado |
| 2018    | Knowing Bros (Ask Us Anything)               | (ep. #155) - invitado       |
| 2019    | I Live Alone                                 | (ep. #284) - invitado       |
| 2020    | Hometown Flex (서울 촌놈)                    | (ep. #9-10) - invitado      |
| 2020-21 | The House Detox (신박한 정리)                | miembro                     |

## Premios y nominaciones
| Año  | Premio                            | Categoría                                             | Series                            | Resultado |
| ---- | --------------------------------- | ----------------------------------------------------- | --------------------------------- | --------- |
| 2015 | 23rd SBS Drama Award              | New Star Award                                        | Six Flying Dragons                | Ganó      |
| 2016 | 5th APAN Star Award               | Best New Actor                                        | Six Flying Dragons y Doctor Crush | Ganó      |
| 2016 | 29th Grimae Award                 | Rookie Actor Award                                    | Six Flying Dragons                | Ganó      |
| 2017 | 10th Korea Drama Award            | Excellence Award, Actor                               | Rebel: Thief Who Stole the People | Nominado  |
| 2017 | 36th MBC Drama Award              | Popularity Award, Actor                               | Rebel: Thief Who Stole the People | Nominado  |
| 2017 | 36th MBC Drama Award              | Top Excellence Award, Actor in a Monday-Tuesday Drama | Rebel: Thief Who Stole the People | Nominado  |
| 2017 | 1st The Seoul Award               | Best Actor                                            | Rebel: Thief Who Stole the People | Nominado  |
| 2017 | 25th Drama Awards SBS Drama Award | Top Excellence Award, Actor in a Monday–Tuesday Drama | Oh, the Mysterious                | Nominado  |